# Bromus araucanus
Bromus araucanus är en gräsart som beskrevs av Rodolfo Amando Philippi. Bromus araucanus ingår i släktet lostor, och familjen gräs. Inga underarter finns listade i Catalogue of Life.